# Olympische Sommerspiele 1936/Ringen – Freistil Halbschwergewicht (Männer)
Das Freistilringen im Halbschwergewicht bei den Olympischen Sommerspielen 1936 wurde vom 3. bis 4. August in der Deutschlandhalle ausgetragen. Pro Nation durfte maximal ein Athlet antreten. Das maximal zulässige Körpergewicht eines Athleten betrug 87 kg.
Der Wettbewerb wurde nach einem Ausscheidungssystem mit Minuspunkten ausgetragen. In jeder Runde hatte jeder Athlet einen Kampf. Bei ungerader Anzahl an Athleten hatte ein Athlet ein Freilos. Der Verlierer eines Kampfes erhielt 3 Minuspunkte, wenn er durch einen Schultersieg seines Gegner unterlag oder mit 0:3 Punkten den Kampf verlor. Zwei Minuspunkte erhielt der Athlet bei einer Niederlage von 1:2 Punkten. Der Sieger erhielt einen Minuspunkt, wenn er nach Punkten gewann, und 0 Minuspunkte, wenn der Sieg durch Schultersieg erfolgte. Am Ende jeder Runde wurde jeder Athlet mit mehr als 4 Minuspunkten eliminiert.

## Zeitplan
| Datum          | Runde                                   |
| -------------- | --------------------------------------- |
| 3. August 1936 | Runde 1                                 |
| 4. August 1936 | Runde 2 Runde 3 Runde 4 Runde 5 Runde 6 |

## Ergebnisse

### Runde 1
| Sieger           | Nation             | Art des Sieges          | Verlierer     | Nation           |
| ---------------- | ------------------ | ----------------------- | ------------- | ---------------- |
| Knut Fridell     | Schweden           | Punkteentscheidung, 3–0 | August Neo    | Estland          |
| Ede Virág-Ébner  | Ungarn             | Punkteentscheidung, 3–0 | Matti Lahti   | Finnland         |
| Mustafa Avcıoğlu | Türkei             | Punkteentscheidung, 3–0 | Thomas Ward   | Großbritannien   |
| Ray Clemons      | Vereinigte Staaten | Schultersieg            | Paul Dätwyler | Schweiz          |
| Edward Scarf     | Australien         | Schultersieg            | Maurice Beke  | Belgien          |
| Erich Siebert    | Deutsches Reich    | Punkteentscheidung, 3–0 | Hubert Prokop | Tschechoslowakei |

| Rang | Athlet           | Nation             | Minuspunkte |
| ---- | ---------------- | ------------------ | ----------- |
| 1    | Ray Clemons      | Vereinigte Staaten | 0           |
| 1    | Edward Scarf     | Australien         | 0           |
| 3    | Mustafa Avcıoğlu | Türkei             | 1           |
| 3    | Knut Fridell     | Schweden           | 1           |
| 3    | Erich Siebert    | Deutsches Reich    | 1           |
| 3    | Ede Virág-Ébner  | Ungarn             | 1           |
| 7    | Maurice Beke     | Belgien            | 3           |
| 7    | Paul Dätwyler    | Schweiz            | 3           |
| 7    | Matti Lahti      | Finnland           | 3           |
| 7    | August Neo       | Estland            | 3           |
| 7    | Hubert Prokop    | Tschechoslowakei   | 3           |
| 7    | Thomas Ward      | Großbritannien     | 3           |

### Runde 2
| Sieger        | Nation             | Art des Sieges          | Verlierer        | Nation         |
| ------------- | ------------------ | ----------------------- | ---------------- | -------------- |
| August Neo    | Estland            | Schultersieg            | Ede Virág-Ébner  | Ungarn         |
| Knut Fridell  | Schweden           | Punkteentscheidung, 3–0 | Matti Lahti      | Finnland       |
| Ray Clemons   | Vereinigte Staaten | Punkteentscheidung, 3–0 | Thomas Ward      | Großbritannien |
| Paul Dätwyler | Schweiz            | Schultersieg            | Mustafa Avcıoğlu | Türkei         |
| Erich Siebert | Deutsches Reich    | Schultersieg            | Maurice Beke     | Belgien        |
| Hubert Prokop | Tschechoslowakei   | Punkteentscheidung, 2–1 | Edward Scarf     | Australien     |

| Rang | Athlet           | Nation             | Minuspunkte |
| ---- | ---------------- | ------------------ | ----------- |
| 1    | Ray Clemons      | Vereinigte Staaten | 1           |
| 1    | Erich Siebert    | Deutsches Reich    | 1           |
| 3    | Knut Fridell     | Schweden           | 2           |
| 4    | Edward Scarf     | Australien         | 2           |
| 5    | Paul Dätwyler    | Schweiz            | 3           |
| 5    | August Neo       | Estland            | 3           |
| 7    | Mustafa Avcıoğlu | Türkei             | 4           |
| 7    | Hubert Prokop    | Tschechoslowakei   | 4           |
| 7    | Ede Virág-Ébner  | Ungarn             | 4           |
| 10   | Maurice Beke     | Belgien            | 6           |
| 10   | Matti Lahti      | Finnland           | 6           |
| 10   | Thomas Ward      | Großbritannien     | 6           |

### Runde 3
| Sieger        | Nation          | Art des Sieges          | Verlierer        | Nation             |
| ------------- | --------------- | ----------------------- | ---------------- | ------------------ |
| August Neo    | Estland         | Schultersieg            | Ray Clemons      | Vereinigte Staaten |
| Knut Fridell  | Schweden        | Schultersieg            | Ede Virág-Ébner  | Ungarn             |
| Paul Dätwyler | Schweiz         | Schultersieg            | Hubert Prokop    | Tschechoslowakei   |
| Erich Siebert | Deutsches Reich | Punkteentscheidung, 3–0 | Edward Scarf     | Australien         |
|               |                 | zurückgezogen           | Mustafa Avcıoğlu | Türkei             |

| Rang | Athlet           | Nation             | Minuspunkte |
| ---- | ---------------- | ------------------ | ----------- |
| 1    | Knut Fridell     | Schweden           | 2           |
| 1    | Erich Siebert    | Deutsches Reich    | 2           |
| 3    | Paul Dätwyler    | Schweiz            | 3           |
| 3    | August Neo       | Estland            | 3           |
| 5    | Ray Clemons      | Vereinigte Staaten | 4           |
| 6    | Edward Scarf     | Australien         | 5           |
| 7    | Mustafa Avcıoğlu | Türkei             | 7           |
| 7    | Hubert Prokop    | Tschechoslowakei   | 7           |
| 7    | Ede Virág-Ébner  | Ungarn             | 7           |

### Runde 4
| Sieger        | Nation          | Art des Sieges          | Verlierer     | Nation             |
| ------------- | --------------- | ----------------------- | ------------- | ------------------ |
| August Neo    | Estland         | Punkteentscheidung, 3–0 | Paul Dätwyler | Schweiz            |
| Knut Fridell  | Schweden        | Schultersieg            | Ray Clemons   | Vereinigte Staaten |
| Erich Siebert | Deutsches Reich | Freilos                 |               |                    |

| Rang | Athlet        | Nation             | Minuspunkte |
| ---- | ------------- | ------------------ | ----------- |
| 1    | Knut Fridell  | Schweden           | 2           |
| 1    | Erich Siebert | Deutsches Reich    | 2           |
| 3    | August Neo    | Estland            | 4           |
| 4    | Paul Dätwyler | Schweiz            | 6           |
| 5    | Ray Clemons   | Vereinigte Staaten | 7           |

### Runde 5
| Sieger       | Nation   | Art des Sieges          | Verlierer     | Nation          |
| ------------ | -------- | ----------------------- | ------------- | --------------- |
| August Neo   | Estland  | Punkteentscheidung, 3–0 | Erich Siebert | Deutsches Reich |
| Knut Fridell | Schweden | Freilos                 |               |                 |

| Rang | Athlet        | Nation          | Minuspunkte |
| ---- | ------------- | --------------- | ----------- |
| 1    | Knut Fridell  | Schweden        | 2           |
| 2    | August Neo    | Estland         | 5           |
| 3    | Erich Siebert | Deutsches Reich | 5           |